# Zuid-Duits voetbalkampioenschap 1907/08
In 1907/08 werd het tiende voetbalkampioenschap gespeeld dat georganiseerd werd door de Zuid-Duitse voetbalbond. Stuttgarter Cickers werd kampioen en plaatste zich voor de eindronde om de Duitse landstitel. Als titelverdediger was ook Freiburger FC, dat reeds in de voorronde uitgeschakeld werd, ook geplaatst.
De Kickers versloegen Freiburg met 5-2 en Duisburger SpV met 5-1 en plaatsten zich voor de finale, die met 3-0 verloren werd van BTuFC Viktoria 1889.

## Südkreis

### Gau Mittelbaden
| Plaats | Club                   | Wed. | W | G | V | Saldo | Ptn. |
| ------ | ---------------------- | ---- | - | - | - | ----- | ---- |
| 1.     | Karlsruher FV          | 7    | 6 | 1 | 0 | 32:7  | 13:1 |
| 2.     | Karlsruher FC Phönix   | 6    | 4 | 1 | 1 | 32:6  | 9:3  |
| 3.     | 1. FC Pforzheim        | 6    | 2 | 0 | 4 | 24:18 | 4:8  |
| 4.     | FC Alemannia Karlsruhe | 2    | 0 | 0 | 2 | 2:10  | 0:4  |
| 5.     | FC Frankonia Karlsruhe | 5    | 0 | 0 | 5 | 2:51  | 0:10 |

|  | Geplaatst voor eindronde Südkreis |

### Gau Oberrhein
| Plaats | Club               | Wed. | W | G | V | Saldo | Ptn. |
| ------ | ------------------ | ---- | - | - | - | ----- | ---- |
| 1.     | Freiburger FC      | 4    | 4 | 0 | 0 | 25:0  | 8:0  |
| 2.     | FC Donar Straßburg | 4    | 1 | 0 | 3 | 4:13  | 2:6  |
| 3.     | FV Hagenau         | 4    | 1 | 0 | 3 | 2:18  | 2:4  |

|  | Geplaatst voor eindronde Südkreis |

### Gau Schwaben
| Plaats | Club                   | Wed. | W | G | V | Saldo | Ptn. |
| ------ | ---------------------- | ---- | - | - | - | ----- | ---- |
| 1.     | FC Stuttgarter Cickers | 4    | 3 | 1 | 0 | 23:3  | 7:1  |
| 2.     | FC Karlsvorstadt       | 2    | 0 | 1 | 1 | 1:11  | 1:3  |
| 3.     | FC Union Stuttgart     | 2    | 0 | 0 | 2 | 2:12  | 0:4  |

|  | Geplaatst voor eindronde Südkreis |

### Eindronde
| Plaats | Club                   | Wed. | W | G | V | Saldo | Ptn. |
| ------ | ---------------------- | ---- | - | - | - | ----- | ---- |
| 1.     | FC Stuttgarter Cickers | 4    | 3 | 1 | 0 | 19:7  | 7:1  |
| 2.     | Karlsruher FV          | 4    | 1 | 1 | 2 | 6:13  | 3:5  |
| 3.     | Freiburger FC          | 4    | 1 | 0 | 3 | 7:12  | 2:6  |

|  | Geplaatst voor eindronde |

## Finaleronde
| Plaats | Club                   | Wed. | W | G | V | Saldo | Ptn  |
| ------ | ---------------------- | ---- | - | - | - | ----- | ---- |
| 1.     | FC Stuttgarter Cickers | 6    | 6 | 0 | 0 | 29:7  | 12:0 |
| 2.     | 1. FC Nürnberg         | 6    | 2 | 1 | 3 | 18:10 | 5:7  |
| 3.     | 1. FC Hanauer 93       | 6    | 2 | 1 | 3 | 13:15 | 5:7  |
| 4.     | FC Pfalz Ludwigshafen  | 6    | 1 | 0 | 5 | 5:33  | 2:10 |

|  | Kampioen, geplaatst voor nationale eindronde |